# Kateryna Monzul

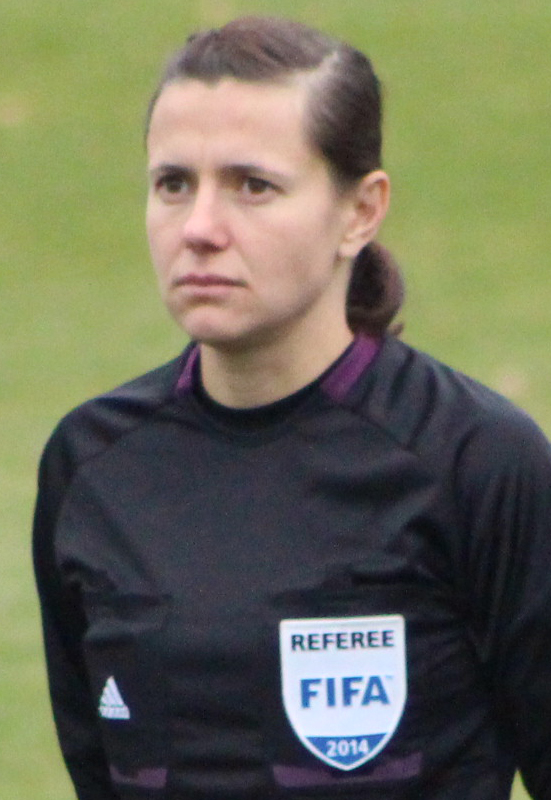
Kateryna Monzul

Kateryna Volodymyrivna Monzul (ukrainska: Катерина Володимирівна Монзуль), född 5 juli 1981 i Charkiv, Ukrainska SSR, Sovjetunionen, är en ukrainsk fotbollsdomare. Hon dömde sin första landskamp i september 2005, en match mellan Finland och Polen. Hon dömde fyra matcher vid VM-slutspelet 2015, inklusive finalen mellan USA och Japan.